# Cienia II (gromada)
Cienia II – dawna gromada, czyli najmniejsza jednostka podziału terytorialnego Polskiej Rzeczypospolitej Ludowej w latach 1954–1972.
Gromady, z gromadzkimi radami narodowymi (GRN) jako organami władzy najniższego stopnia na wsi, funkcjonowały od reformy reorganizującej administrację wiejską przeprowadzonej jesienią 1954 do momentu ich zniesienia z dniem 1 stycznia 1973, tym samym wypierając organizację gminną w latach 1954–1972.
Gromadę Cienia II z siedzibą GRN w Cieni II (w obecnej pisowni Cienia Druga) utworzono – jako jedną z 8759 gromad na obszarze Polski – w powiecie kaliskim w woj. poznańskim, na mocy uchwały nr 22/54 WRN w Poznaniu z dnia 5 października 1954. W skład jednostki weszły obszary dotychczasowych gromad Cienia II, Cienia I, Cienia Folwarczna, Michałów II (bez miejscowości Józefów), Michałów III i Porwity ze zniesionej gminy Opatówek oraz miejscowość Takomyśle z dotychczasowej gromady Saczyn ze zniesionej gminy Godziesze – w tymże powiecie. Dla gromady ustalono 14 członków gromadzkiej rady narodowej.
1 stycznia 1959 z gromady Cienia II wyłączono miejscowość Takomyśle, włączając ją do gromady Godziesze Wielkie w tymże powiecie, po czym gromadę Cienia II zniesiono, a jej (pozostały) obszar włączono do gromady Opatówek tamże.